# Llista de personatges d'El cor de la ciutat
Llista de personatges principals d'El cor de la ciutat:

## Sant Andreu

### Família Bosch-Vidal-Balaguer
Vegeu els personatges d'aquesta família que s'han traslladat a Sants a la secció Sant Andreu i Sants
- Clara Bosch † (Sílvia Sabaté), filla de l'Adrià, germana de la Carme i mare de la Núria. Va estar empresonada molts anys a Costa Rica per tràfic de drogues. Finalment, el seu pare va aconseguir que pogués complir el que li quedava de la condemna a Barcelona. La seva arribada al barri de Sant Andreu va ser el punt de partida de la sèrie. A poc a poc, va anar refent la seva vida. Es va reconciliar amb la seva filla i la seva germana. Es va casar amb en Quim i van adoptar en Max, però el matrimoni es va trencar quan ella va saber que va ser ell qui la va delatar anys enrere. El seu segon matrimoni amb en Dani també va acabar malament. La seva relació amb en Max sempre ha estat difícil però sembla que ara, després de la mort d'en Quim, ha millorat. Es va vendre el taller de Sant Andreu i, fins ara, vivia i treballava a Puigcerdà. Torna a la presó per matar una antiga companya de la presó que l'amenaçava de matar el Max.
- Núria Vidal (Carlota Olcina), és filla de la Clara i en Jordi, però va ser criada per la Carme, a qui considerava la seva mare. Al principi no volia saber res de la Clara, però amb el temps es van reconciliar i ara té "dues mares". Estudiava per arribar a ser concertista, però al final s'ha decidit per l'ensenyament musical. El seu primer xicot va ser en Sergi, però aviat va venir l'Oriol, que va resultar no estar massa bé del cap, suïcidant-se davant d'ella. Després va viure un temps amb en Marcel, però la relació es va acabar quan ella li va confessar que l'havia enganyat amb en Víctor. Va passar uns mesos a Praga d'ERASMUS i, fins ara, vivia a l'antic pis de l'Adrià a Sant Andreu i buscava feina com a professora de piano. Se'n torna a viure a Praga.
- Adrià Bosch † (Pep Torrents),[1] pare de la Clara i la Carme. Va estar molt enamorat de la seva dona, l'Esperança. Tossut i molt seu, no accepta l'ajuda de ningú. Fuster de professió, es va vendre la fusteria per poder portar la seva filla a Espanya, però no volia que ella ho sabés. Sempre anava acompanyat pel gos de la seva neta, el Trasto, i es passava les hores jugant a les dames amb en Narcís al bar del Peris. Va morir l'any 2002, després de patir una malaltia degenerativa.[2]
- Jordi Vidal † (Pep Munné), fill únic d'en Jaume i la Roser, marit de la Carme i pare de la Núria. Va tenir una joventut esbojarrada, però es va mig-redreçar després que la Clara acabés a la presó. Els seus pares el van obligar a estudiar per farmacèutic i a treballar a la farmàcia familiar, però ell ho odiava. Era un faldiller. Va enganyar durant molts anys la seva dona amb la Montse, però va acabar separat de totes dues. Més tard, va tenir una relació amb una amiga de la seva filla, la Rut, però l'ambició i la infidelitat de la noia el van portar a intentar escanyar-la, motiu pel qual va acabar a la presó. Els negocis també li van anar malament i, considerant-se un fracassat, se suïcida, encara que la seva família creu que va ser un accident.
- Jaume Vidal † (Josep Clará), pare d'en Jordi i marit de la Roser. Farmacèutic de professió. Temps enrere, va tenir una aventura amb l'Esperança, la mare de la Clara, però ella es va quedar amb el seu marit, l'Adrià. Va morir d'un atac de cor quan va saber que el seu fill s'havia venut la farmàcia per pagar deutes.
- Roser Balaguer (Carme Contreras), mare d'en Jordi i dona d'en Jaume. Farmacèutica de professió. És una xafardera que es fica en la vida de tothom. Després de la mort del seu marit, va anar-se'n a viure amb la seva germana, la Pilar. Fins ara, vivia amb la seva germana i en Santiago, treballava a la farmàcia ajudant a la Blanca i al mercat a la parada de la Pilar. Durant un temps viu sola i cau malalta de síndrome de diògenes. Es recupera i al cap d'un temps torna a viure amb la Pilar. Farà molta amistat amb el senyor Felip, que l'ajudarà a treure's el carnet de cotxe a l'última temporada. Malgrat tot, continua les seves discussions amb la seva germana, la Pilar.
- Pilar Balaguer (Carme Fortuny), germana de la Roser, vídua de l'Esteve. El seu únic fill, en Pau, va morir anys enrere d'un accident de moto. Adopta en Ramon com a fill, a qui creu la reencarnació d'en Pau. Té una parada al mercat. Després de patir durant molts anys per culpa d'en Ramon, refà la seva vida amb en Santiago, el cap de seguretat del mercat, al qual ajuda a reconciliar-se amb la seva filla transsexual, l'Iris. Fins ara, tornava a tenir una gran família amb en Santiago, la Roser, l'Iris i en Rai al seu costat. Se'n va amb el Santiago a viure a Breda, però torna després que el Santiago l'hagi enganyat amb una altra dona.
- Esteve Montcada †, marit de la Pilar, va morir a la primera temporada.
- Ramon (Rubén Ametllé), fill adoptiu de la Pilar. Es va obsessionar amb la Mari, amb qui va aconseguir casar-se malgrat que ella no l'estimava. L'odi que sentia cap a la Mari el va portar a lluitar per la custòdia de la filla de la Mari, la Desi. Va tenir una relació amb la Remei, a qui va acabar maltractant, i després, amb la Judith, una noia que havia conegut en una congregació religiosa en la que va buscar consol i refugi. Va apallissar en Nacho, un xicot de la Mari que l'havia violada. Després d'un temps fora, s'havia rehabilitat i era Mosso d'Esquadra, encara que les coses que va fer en el passat li van acabar passant factura. En Nacho va sortir del coma en el que el va deixar i es va venjar d'ell acusant-lo de ser el violador del barri. Fins ara, i amb tot aclarit, és a la presó complint condemna per la pallissa a en Nacho.

### Família Miralles-Vendrell
- Paquita Miralles (Mercè Arànega), mare de la Marta i vídua d'en Genís. Companya de la Clara al taller de confecció en el que treballa quan surt de la presó. Va enviudar i va descobrir que el seu marit l'havia enganyada durant anys. Va estar promesa amb en Carles Torres, l'amo del cinema del barri, més gran que ella, però ell va morir abans que es poguessin casar. Després d'un temps al llindar de la pobresa, es va treure la llicència de taxista. Però es va enamorar d'un taxista homosexual que no la va poder correspondre, encara que van seguir com a amics. Després de deixar el taxi, va entrar a treballar per la Sra. Regina Blanch i, quan aquesta va morir al llit, la seva germana bessona, la Lurdes, la va convèncer per tal que fessin creure que la que s'havia mort era la Lurdes perquè, així, el patrimoni no anés a parar a l'església. Quan la Lurdes es va casar amb en Ferran i van marxar a Sud-amèrica, li va deixar el pis al seu nom i ella el va convertir en una pensió. Va viure una tempestuosa relació amb en Manel Ripoll, un home que tenia la dona en coma per culpa d'un atracament en el qual estava present la Paquita. Malgrat l'acceptació de la relació per part de la Paula i en Manu, els fills d'en Manel, la Paquita va trencar la història quan va saber que ell pegava a la seva filla. Finalment, en Manel va marxar del barri sense deixar rastre i la Paquita va intentar començar de nou amb l'Ernest, un dels metges del Centre d'Atenció Primària. La relació va acabar malament quan la Paquita, segona víctima del violador del barri, culpava de la violació a l'Ernest. Fins ara, vivia a la pensió amb la seva filla, la Marta.
- Marta Vendrell (Mariona Ribas), filla de la Paquita i en Genís. Enamorada des de petita d'en David, les coses no van anar massa bé. En Toni la va portar al món de la prostitució, però en David la va rescatar. Van viure junts en una petita porteria, però la cosa tampoc va anar bé. Mentre en David començava una relació amb la Laura, la Marta es prometia amb l'Albert. Però la mala sort la va deixar vídua abans del casament, quan l'Albert va morir ofegat per salvar el fill de la Laura. Això, i el fet que en David es casi amb la Laura, la porten a una addicció a les pastilles, de la que surt gràcies a l'ajuda de l'Ivan, enamorat d'ella des de sempre. Comença una relació amb l'Ivan, però no n'està realment enamorada i acaben trencant. Creia que, quan en David tornés de París, començarien una relació, però ell decideix posar terra pel mig i canviar de barri. Durant l'etapa a Sants ha fet costat a en David i els Peris en tots els seus problemes i, sempre interessada pel món de la moda, ha treballat a Milà, on va conèixer un noi amb el que va mantenir una fugaç relació. Durant un temps té una relació amb el Marc, el propietari de la farmàcia. Quan ho deixen va a viure a París i el David se'n va amb ella. Anys després tornen. Ella està embarassada, però la relació s'ha acabat. A l'últim episodi neix el nen i li posa de nom Pere.

### Família Borràs-Crespo
- Montse Borràs (Montse Guallar), perruquera amb dos fills, en Narcís i l'Ivan. El seu primer marit, en Joan, la va deixar perquè no podia suportar que el seu fill, en Narcís, tingués un endarreriment mental. Va tirar endavant la família gràcies a l'ajuda de la seva mare, la Teresa. Va ser l'amant d'en Jordi durant anys, però, farta de les mentides, decideix començar de nou. Es va enamorar i casar amb un magrebí, en Huari. La família va créixer quan la seva cap a la perruqueria, la Vicenta, va morir de càncer i la va nomenar tutora del seu fill acabat de néixer, l'Isaac. Però la desgràcia es va instal·lar a casa de la Montse i ja no va marxar. En Huari va morir assassinat a ganivetades per uns porters de discoteca i el pare biològic de l'Isaac, l'Eduard, en va reclamar la custòdia. Enfonsats sense el petit de la casa, van patir la malaltia de l'Alfons, el xicot de l'àvia. En el terreny sentimental, la Montse es va enamorar d'en Sàhara, el bohemi germà viatger d'en Tomàs, el fuster pel qual treballava el seu fill Narcís. El que la Montse no sabia és que les violacions que estava patint el barri les realitzava en Tomàs, reprimit perquè no la podia tenir a ella. Després d'un petit segrest, en Tomàs va anar a la presó condemnat per les violacions. i el Sàhara va anar a viure amb la Montse. Van estar vivint un temps al Brasil. A la tornada, tenen una crisi quan el Tomàs surt de la presó. Finalment les coses s'arreglen.
- Narcís Crespo Borràs (Ferran Carvajal), fill gran de la Montse i en Joan, amb una lleugera disminució psíquica. L'ànima del barri per la seva bondat natural. Va descobrir el sexe gràcies a la complicitat del seu amic i mentor, l'Adrià, i a la seva primera xicota, una cuidadora de dofins del zoo, l'Esperança. Estima amb bogeria tots els membres de la seva família i ha après a superar les morts i les desgràcies apuntant els noms de la gent que trobarà a faltar en una llibreta que sempre porta a sobre. Té una xicota, la Neus, també amb un petit retard. Fins ara, vivien junts al pis de davant del de la seva mare. No poden viure separats l'un de l'altre. Durant un temps té problemes amb la Neus perquè es pensa que li agrada la Marga, però aconsegueixen superar-ho. Se'n van al Brasil amb la Montse i el Sàhara. De tornada decideix casar-se amb la Neus. El casament és a l'últim episodi.
- Ivan Crespo Borràs (Oriol Vila), fill petit de la Montse i en Joan. Jove emprenedor disposat a tot per la seva família. Enamorat des de sempre de la Marta, va tenir un parell de relacions per oblidar-la, la Natalia a la que va deixar per marxar a Boston, on va conèixer la Susan. Va tornar al barri amb moltes idees i projectes. No va parar fins que va tenir el seu negoci propi, un càtering a mitges amb en David, i la Marta al seu costat. Però l'enveja que sentia cap a en David li va acabar passant factura. Per fer-li malbé un plat, va provocar, per accident, una explosió al catering que va provocar la mort d'en Pere, el pare de la Neus. Va intentar seguir endavant, donant tot el que volia a la Marta, però robant del càtering i del taller de confecció de l'Àngels per obtenir-ho. Es va haver de traspassar el càtering i la Marta el va acabar deixant, però ell va superar la crisi. Fins ara, estava ficat en un negoci immobiliari i vivia amb la seva família a Sant Andreu. La immobiliària acaba tancant després de tenir problemes amb uns "okupes". Se'n va un temps a Colòmbia. Quan la família torna, s'estableix a Sant Andreu i té una relació amb l'Eli.
- Teresa Torner † (Montserrat Carulla), mare de la Montse. Dona gran amb un caràcter més aviat malcarat, que es va anar suavitzant amb el pas de les desgràcies. Espectadora dels problemes de la seva filla amb en Jordi, amb la mort d'en Huari i amb la lluita per la custòdia de l'Isaac. Es va enamorar d'un home, l'Alfons, que va tenir una embòlia que el va deixar totalment paralitzat en una cadira de rodes. Amb només la possibilitat d'obrir i tancar els ulls i amb l'ajuda d'un tauler de lletres, va demanar a la seva dona que l'ajudés a morir. La família de l'Alfons no li perdonà mai aquest gest, considerant-lo un assassinat. Per això, la Teresa va ser jutjada i condemnada, però finalment no fou tancada a la presó. Quan va veure que la Montse i els nens ja podien viure sols i sense ella, es va deixar anar. Va morir adormida plàcidament mentre passejava amb la Montse al lloc preferit de l'Alfons, les Golondrines de Barcelona. Mentre la Montse era fora durant un instant, la Teresa va somiar que l'Alfons estava al seu costat, demanant-li que vingués amb ella.
- Huari † (Nacho Fresneda), segon marit de la Montse, d'origen magrebí. Al cap de poc d'haver-se casat va morir d'una pallissa que li van fer uns porters de discoteca.

### Família Esteva-Navarro
- Mari Esteva (Ariadna Planas), perruquera. La millor amiga de la Laura Peris es va enamorar d'un actor de la famosa telenovel·la "Vides de Lloguer", en Santi Cortés. La seva relació va ser molt tempestuosa i, finalment, embarassada d'ell, va decidir casar-se per despit amb el seu pretendent, en Ramon. Va ser infeliç en el matrimoni. Quan es va separar i semblava que podia tenir una relació seriosa amb en Santi, ell i la Laura van morir en un accident. La Mari va entrar en una profunda depressió que en Ramon va aprofitar per prendre-li la custòdia de la seva filla, la Desi. Amb l'ajuda de la Pilar i del seu assistent social, en Nacho, va recuperar la custòdia de la nena. Mentre lluitava per ella, va viure amb en Marcel i es va anar enamorant d'ell. Però ell, estava per la Núria. La Mari va tenir una petita relació amb en Nacho, però ell volia més i la va acabar violant. Com a venjança, en Ramon li va clavar una pallissa i el va deixar en coma. La Mari va decidir començar de nou a Granada, lluny de la nova relació d'en Marcel i la Núria. Però un any després va tornar i, quan en Marcel ja tornava a estar lliure, va atacar i, al final de la sisena temporada, va aconseguir casar-se amb ell i que, fins i tot, la Desi li digues papa. Però en el principi de la temporada següent van començar a sorgir els problemes, i llavors la Mari va decidir deixar el Marcel i anar-se'n a viure definitivament amb la seva filla a Granada.
- Desireé Esteva, filla de la Mari i el Santi Cortés. Torna a aparèixer a la desena temporada, passant uns dies amb el seu pare, el Marcel.
- Toni Esteva † (Joel Minguet), germà de la Mari. Problemàtic des de la seva joventut. Es dedicava a petites extorsions. Va tenir una aventura amb la Paquita i, també, amb la seva filla, la Marta, a la que va portar al món de la prostitució. Va cremar el cinema Chicago per encàrrec i va anar a la presó un parell de vegades. Va tenir una relació amb una dona, la Fina, però va resultar ser una estafadora que li va prendre els diners. Es va fugar de la presó i va anar a buscar-la. Però ella el va delatar i ell va haver de fugir al Brasil. Va estar un temps fora, culpat de robatori, assassinat i, també, de la pallissa d'en Ramon a en Nacho. Allà al Brasil va col·laborar amb una banda de narcotraficants. Quan es va veure descobert, amb el propòsit de poder fugir, va col·laborar amb la policia delatant els seus companys de la banda, i el van deixar marxar. El motiu de la fugida es va saber al cap d'un temps d'haver tornat. Tenia una malaltia degenerativa i va viure els seus últims mesos feliç amb la Fina, que en realitat es deia Míriam. Finalment, va morir com un heroi salvant a la Montse de les mans del Tomàs, el violador.
- Cari † (Antònia Martínez), àvia de la Mari i el Toni, que va viure un temps amb ells. Va morir durant l'etapa que en Toni estava fugat al Brasil i mentre la Mari estava amb ella a Granada.
- Marcel Navarro (Miquel Garcia Borda), periodista. Era un amic de la colla d'en Santi i en Fede. Va tenir una relació amb la Laura Peris, amb la que esperava un fill i s'anava a casar quan ella va morir en un accident de cotxe. En la vessant periodística, va decidir investigar la mort d'en Huari infiltrant-se en el món dels porters de discoteca, investigació que el va posar en perill de mort. També va descobrir, després d'una investigació sobre el franquisme, que el seu pare, el jutge Ferran Navarro Fermí Reixach, era un dels culpables d'uns assassinats violacions en els anys de la dictadura. Al final d'aquest procés, i aprofitant una conferència que havia de pronunciar, es va confessar públicament i va ser detingut. En Marcel també va escriure les lletres del musical titulat El Cor de la Ciutat que va representar el grup de teatre del barri i va ser, mentre escrivia les lletres, quan es va enamorar de la Núria. Va viure amb ella, però la història es va acabar quan ella el va enganyar amb en Víctor. En Marcel va marxar a París i va tornar amb una novieta, la Yvonne, però la cosa no va anar bé. Amb la Núria d'ERASMUS i amb la Mari de nou al barri, la seva perspectiva de la vida va canviar. Va ser el director de TV19, la televisió local de Sant Andreu, es va casar amb la Mari, cosa que al cap d'un temps tampoc no va funcionar i es va quedar solter de nou, amb la Mari i la Desi a Granada. En la novena temporada va investigar amb en Quico i en Fede l'assassinat del Ros, un cas ben complex que els va portar a enfrontar-se amb l'Eli -la germana de la víctima- i el Gerard, un mafiós involucrat en el cas. Després de l'aparició d'unes pintades al carrer representant el joc del Penjat i de l'obsessió d'en Quico per crear notícies, acostant-se a la premsa groga, en Marcel i en Fede van abandonar la investigació fins que en Quico es va adonar dels seus errors i va canviar d'actitud.

### Família Fabra-Molins
- Vicenç Fabra (Carles Sales). Va comprar la farmàcia de la família Vidal i es va instal·lar al vell pis de la Carme amb la seva família. Va resultar ser un vell amic de la mili d'en Peris. La seva relació amb la Dora, la seva dona, era freda i va acabar esclatant en infidelitat. Es volien separar, però, com que l'economia estava malament, van seguir vivint junts i van patir junts per la mort del seu fill, l'Albert. Finalment, li va vendre la farmàcia a la seva antiga dependenta i ex novia de l'Albert, la Blanca, i va canviar de barri. Després de la violació de la seva filla, la K, es va fer càrrec un temps de la germana d'en Manu, la Paula. Actualment, segueix vivint lluny de Sant Andreu i té una nova companya.
- Dora Molins (Maria Elías), dona d'en Fabra. Treballava de secretaria, però la van fer fora. Això va ser la gota que va acabar d'enfonsar el seu matrimoni. Va tenir una aventura amb en Kiko, un company de feina del seu fill Albert, més jove que ella. Finalment, i després de la tràgica mort de l'Albert, es va separar d'en Fabra i va acceptar una feina a Granollers. Actualment, viu a Alemanya i té un nou company.
- Albert Fabra Molins † (Sergio Caballero), fill gran d'en Fabra i la Dora. Monitor de natació. Quan va arribar al barri s'anava a comprar un pis amb la Blanca, la seva novia, però es va fer enrere el dia de signar la hipoteca. Va trencar la seva relació i va començar a sortir amb la Marta, a la que va ajudar a posar en funcionament la seva botiga de roba. Es van prometre i s'anaven a casar, però, un dia de platja va morir d'un tall de digestió mentre era a l'aigua salvant el fill de la Laura, en Xavi, que s'estava ofegant.
- Kristina "K" Fabra Molins (Laura Guiteras), filla petita d'en Fabra i la Dora. Noia molt introvertida, amant de Kafka, coixa d'una cama. Era companya d'institut d'en Max, el seu millor amic i confident. Amb ell se'n va anar al llit perquè comprovés si, de veritat, era homosexual. Un bon dia, i mentre la gent del grup de teatre buscava una cantant, en Gus va descobrir la seva meravellosa veu. Va ser la protagonista del musical i va tenir una relació amb en Gus. Però ell no l'acabava de comprendre i es van acabar emparellant amb en Manu i la Mar respectivament, que també eren parella. La K va donar suport a en Manu amb els maltractaments del seu pare a la seva germana i va cantar i tocar en els seus concerts. Va ser la primera víctima del violador del barri, però amb l'ajuda d'en Manu ho va superar. Va ajudar les altres violades i va ser prou forta com per deixar marxar en Manu perquè triomfes en el món de la música a Londres. Té una nova parella, l'Alex, violinista, que l'ha ajudat a compondre molts dels seus temes, i segueix dedicada al món de la cançó. Va reaparèixer en la vuitena temporada, quan la sèrie va marxar de Sants per tornar a la seva ubicació original, Sant Andreu. Allà en Franciscu, llavors portaveu de l'Associació de Veïns del Barri, va descobrir que la K s'havia fet okupa i vivia a "Can Sarró", una casa propietat d'un empresari, però deshabitada. Al final de la temporada va lluitar conjuntament amb tots seus companys i veïns del barri per protegir Can Sarró de l'endorrocament, i va ser considerada casa d'interès cultural. Però, igualment, tots els okupes van fer les maletes i van abandonar la casa. Actualment està molt angoixada per la sortida de la presó d'en Tomàs, igual que la Paquita i la Montse, les altres víctimes.

### Família Pardo-Vilches
- Frederic "Fede" Pardo Amoros (Jordi Díaz), fill d'en Paco i la Cecília. Amic de la colla d'en Santi i en Marcel. Fotògraf caradura, misogin per naturalesa. Va tenir una filla, l'Alba, amb una antiga nòvia, la Tona, però amb cap de les dues tenia relació. A poc a poc, i gràcies a l'arribada de la seva mare, la Cecília, al barri, va anar agafant confiança a l'Alba. Va deixar la fotografia i es va convertir en amo del bar La Fusteria. Es va enamorar de la nova farmacèutica, la Blanca, i va intentar casar-se amb ella 2 vegades (la primera la va deixar plantada i la segona anava borratxo i li va vomitar a sobre). Finalment, es van casar i van anar a viure junts. Després de molts problemes, van adoptar una nena etíop, la Hana. Però la vida familiar amb tres dones, un pare i una mare, el feien sentir com un gat engabiat. Va acceptar una feina de fotògraf a l'Índia, però va acabar al conflicte armat del Caixmir. Malgrat va tenir unes paperes que el van deixar estèril, quan va tornar del Caixmir, es va trobar que la Blanca estava embarassada. Després de muntar un escàndol perquè creia que el fill no era seu, va acceptar en Paquito tal qual. Fins ara, tornava a portar La Fusteria i vivia amb la Blanca, l'Alba, la Hana i el Paquito.
- Blanca Vilches Prado (Irene Belza), la nova farmacèutica del barri. Ex-promesa de l'Albert Fabra, va acabar comprant la farmàcia a en Fabra. Es va enamorar d'en Fede, però va haver de fer tres intents per poder casar-se. Va adoptar sense el suport del seu marit i va haver d'aguantar que en Fede posés en dubte la paternitat del Paquito. Després, va estar uns mesos de baixa a Montblanc amb els seus pares, perquè el nen va ser setmesí. Fins ara, tornava a fer-se càrrec de la farmàcia amb ajuda de la Roser i vivia feliç amb en Fede, l'Alba, la Hana i en Paquito.
- Paco Pardo Barceló (Toni Sevilla), pare d'en Fede i ex-marit de la Cecília. Va reaparèixer a les vides de la seva ex i el seu fill després de molts anys dedicant-se al seu bar de Menorca. Va posar en perill la vida de la Cecília després d'una sèrie d'apostes de joc. Caradura i trampós, però en el fons un gran avi enamorat de la seva ex. S'encarrega de La Fusteria quan en Fede no hi és i dona consells a tort i a dret. Una de les seves últimes fites, fer jugar l'equip del barri, el Real Peris Balompié, contra els veterans del Barça per una juguesca en la que podia perdre la barba. Fins ara, ajudava en Fede i en Rai a la Fusteria, exercia d'avi i seguia amb el seu estira-i-arronsa amb la Cecília, que ja és un clàssic. Al final acaba amb la Paquita.
- Cecília Amoros (Maife Gil),[3] mare d'en Fede, perruquera de professió. Encara que se n'ha anat al llit un parell de vegades amb el seu ex-marit Paco, es resisteix als seus intents de tornar-ho a intentar. Directora del grup de teatre del barri i experta en les bestieses dels homes. Fins ara, es dedicava a ajudar a la Fusteria i a la perruqueria, a fer d'àvia dels seus tres nets i volia tornar a muntar el grup de teatre. Finalment ho deixa definitivament amb en Paco quan aquest li confessa el seu amor per la Paquita i es traspassa la fusteria.
- Alba (Yasmina Espelosín), filla adolescent d'en Fede i la Tona. Ell no en volia saber res al principi, però ara està boig per ella. Ha treballat d'actriu a la telenovel·la "Vides de Lloguer", però ho va haver de deixar perquè a la seva mare no li feia cap gràcia. D'adolescent es va fer molt amiga de la Lluna, la germana de la Marga, i de l'Àlex, el fill del Fidel, del qual sempre n'ha estat enamorada, però la seva immaduresa provocava que la relació no comencés amb normalitat. A l'última temporada se'n va a viure amb el Marcel, el Fede, la Desi i la Laura.
- Hana, nena etíop, filla adoptiva d'en Fede i la Blanca.
- Paquito Pardo Vilches, fill d'en Fede i la Blanca.

### Família Ferrero
Vegeu els personatges d'aquesta família que han anat a viure a Sants a la secció Sant Andreu i Sants
- Andreu Ferrero †(Jordi Boixaderas), advocat. La seva dona l'enganyava amb el Guillem Mercadal, el seu company de bufet, pel que es van separar. Va iniciar una nova relació amb la Carme, però la sospita que fou ella qui va matar el seu fill d'un atropellament la va espatllar i es va esfondrar anímicament, fins al punt d'entrar a l'alcoholisme i haver de sobreviure recorrent multes. Després de passar per un centre de desintoxicació, ha muntat un despatx a Sants i s'ha ofert per dur el cas del David, amb el que espera reabilitar-se socialment. Tanmateix, sembla que no ha estat capaç de deixar del tot la beguda, pel que cada cop està més malament de salut i els metges asseguren que necessita un trasplantament de fetge urgentment, però ell no es vol sotmetre a l'operació almenys fins que acabi el judici del David. Mor hores després del judici del David a causa dels seus problemes amb el fetge, en el moment en què li comunica a en David que han guanyat el cas i que ha estat declarat innocent.
- Joana, ex-dona de l'Andreu. Va mantenir una relació amb el company de bufet del seu marit, Guillem Mercadal, pel que va haver de deixar la relació que mantenia amb l'Andreu. Després de deixar l'Andreu i morir el Biel, va marxar lluny de Sant Andreu.
- Biel Ferrero †, fill de l'Andreu i la Joana. Va morir en estranyes circumstàncies. El seu pare, que es va esfondrar per complet amb la seva mort, en va culpar la seva companya sentimental, la Carme, car sembla que van patir un incident un poc abans de la seva mort, però després es va saber que els culpables eren la Joana i el Guillem.

### Família Martínez
- Laura Martínez (Àngels Bassas), caixera de supermercat divorciada d'un ex caradura, en Robert, i amb un fill, en Xavi. S'enamora d'en David i s'hi casa, però se separa quan descobreix que va tenir una aventura amb la Marta. Malgrat tot, estima els Peris com si fossin la seva família. Va perdre la feina del supermercat, però la que va aconseguir en una oficina la va haver de deixar perquè un client, l'Orpinell, l'assetjava. Va aconseguir feina com a presentadora a TV19, la tele local. Li van pujar una mica els fums i, després de ser atacada pel violador, va iniciar una línia sensacionalista sobre el tema de les violacions. Va tenir un petit acostament amb el seu ex, en Robert, però estava massa ocupada intentant trobar feina en una tele important. Fins ara, vivia amb el seu fill Xavi, havia millorat la seva relació amb en Robert i treballava a la televisió amb en Queco Novell.
- Robert (Òscar Rabadán), ex-marit de la Laura.
- Xavi (Arnau Brell), fill de la Laura i en Robert.

### Família Ripoll
- Manel Ripoll (Josep Julien). El seu món es va fer miques quan la seva dona va entrar en coma per culpa d'una punyalada en un atracament. Malgrat la seva aventura amb la Paquita, va treure la bèstia que portava dins i que el va portar a maltractar la seva filla Paula. Ell havia estat un fill maltractat pel seu pare. Amb por de no poder controlar-se, va decidir marxar del barri.
- Victoria "Viki" Glau i Samper †, dona d'en Manel, va morir a causa de les ferides rebudes durant un atracament.
- Manu Ripoll (Jofre Borràs), fill gran d'en Manel i la Viki. Va deixar d'estudiar per dedicar-se a la música. va tenir una relació amb la Mar, però la va deixar per la K. Li va donar gran suport durant la violació, però va acabar marxant per gravar un disc a Londres.
- Paula Ripoll (Marina Álvarez), filla petita d'en Manel i la Viki. Viu amb el seu germà Manu.
- Tomeu Ripoll Suarez,(Josep M Puig) pare d'en Manel, qui no en vol saber res perquè el va maltractar de petit.

### Família Llorens
- Tomàs Llorens Garcia (Lluís Soler), nou soci de la Clara a la fusteria i germà del Sàhara. Divorciat. Va resultar ser el violador del barri de Sant Andreu.[4] En total va violar la Paquita, la Kristina i va segrestar la Montse, de la qual n'estava possessivament enamorat fins al punt de fer accions bastant boges. El capítol on es descobreix que ell és el violador va ser el més vist de la sèrie amb un total de 1.200.000 espectadors. Entra a la presó i en surt al principi de l'última temporada, intentant refer la seva vida.
- Josep "Sàhara" Llorens Garcia (Martí Peraferrer), germà petit d'en Tomàs. Treballa per una ONG i mai no ha tingut una relació seriosa, fins que s'enamora de la Montse. La gelosia del seu germà quasi li costarà la vida. Fins ara, vivia feliç amb la Montse i els seus fills i es dedicava a negocis relacionats amb els viatges i les ONG a Sant Andreu. Va tenir una crisi amb la Montse quna van tornar de Colòmbia amb la sortida de la presó del Tomàs, però ho van poder arreglar.

### Altres
- Lola Bonastre (Carme Abril), propietària de la parada de fruits secs del mercat. Era tiradora de cartes aficionada, però ho va deixar. Va casar-se amb un cubà, en Nelson, en un viatge a Cuba, però la seva gelosia va trencar el matrimoni. D'això se'n maleeix des de llavors. Finalment, es va vendre la parada del mercat de Sant Andreu i va marxar del barri.
- Nelson (Eduardo González), ex-marit de la Lola. Va casar-se amb la Lola per veritable amor, però la cosa no va funcionar. Va treballar al restaurant Can Solsona amb en David, amb el que va viure i va treballar al càtering. Quan en David va marxar, les coses ja no van ser iguals, semblava que l'Ivan volia acabar amb el negoci. Al final, en Nelson i el cuiner, en Brian, li van acabar comprant.
- Gus Cerqueda (Ivan Massagué), músic. Company de classe de la Núria. Estrafolari i geni a la vegada. La seva major afició: fotografiar excrements. Va estar enamorat de la Núria, va patir les manipulacions de la Rut en el seu grup de música, va tenir una relació amb la K, va ser protagonista del musical que va interpretar el grup de teatre del barri i estava emparellat amb la Mar, la nova perruquera, fins que va marxar d'ERASMUS a Praga. Allà va tornar després de l'estiu per viure una aventura amb una arpista hongaresa.
- Mar Voladeras (Patrícia Bargalló), perruquera. Esotèrica, experta en màgia i tarot. Va tenir una relació amb en Manu, però va acabar amb en Gus. Ha estat amb ell fins que ha marxat d'ERASMUS a Praga i s'hi ha quedat per estar amb una arpista hongaresa. La Mar té un do per l'endevinació i això l'ha portada a ser la tiradora de cartes del tarot de TV19, la tele local del barri. Fins ara, seguia treballant a la perruqueria i a TV19 i tornava a buscar l'amor després que en Gus la deixés per una arpista hongaresa.
- Isabeleta (Maria Molins), dependenta de la parada de la Lola. Aparentment molt religiosa, va tenir una aventura amb en Toni mentre estava separada del seu marit Rafa... i una altra quan ja s'hi havia reconciliat. També va tenir una aventura d'una nit amb en Nelson i més tard una amb la Noélia, sense saber que el seu marit també la veia d'amagat. Fins ara, seguia vivint a Sant Andreu però separada d'en Rafa.
- Rafa (Isaac Alcayde), cambrer al bar del Peris. Casat amb la Isabeleta, se'n va separar per una altra dona però després hi va tornar. Va tenir una aventura amb la Noèlia sense saber que la seva dona també n'estava tenint una. Quan tot es va saber, no ho va poder acceptar. Fins ara, treballava com a cambrer en un altre bar després del tancament del Bar Peris i s'havia separat de la Isabeleta.
- Noèlia (Susana Bas), dependenta de la farmàcia i responsable mentre la Blanca està de baixa per maternitat. Té una aventura a dues bandes amb la Roser i la Pilar.
- Miquel Grau (Juli Fàbregas), ex de la Laura Peris i de la Remei.
- Àlex Benito Andrade (David Janer), company d'estudis de la Núria, envejava en Gus però finalment es van acabar fent amics. Es va enrotllar amb la Núria i va tenir una aventura amb la Mar mentre en Gus estava a Praga, però, finalment ha trobat l'amor en la K.
- Teresa Gimpera (Teresa Gimpera), l'estrella de la telenovel·la Vides de Lloguer. Se la diubuixa com una persona freda, amb un aire de diva.
- Rut (Núria Gago), companya de classe i amiga de la Núria Vidal. S'enamora del pare d'aquesta i conviuen junts girant l'esquena a tota la seva vida anterior. Però el Jordi l'intenta escanyar i aquesta l'abandona, patint una greu crisi personal i econòmica que la duu a drogar-se i practicar la prostitució. Actualment ha conegut un altre noi, amb qui s'ha casat i ha tingut un fill en un poble lluny de Sant Andreu.

## Sant Andreu i Sants
Personatges que van sortir primer a Sant Andreu i després se'n van anar a viure a Sants.

### Família Bosch-Vidal-Balaguer
- Carme Bosch (Victòria Pagès), germana de la Clara, metgessa de professió. No pot tenir fills propis, però es va casar amb en Jordi i va criar la Núria, la filla d'en Jordi i la Clara. No li va fer cap gràcia que la Clara tornés, però amb el temps es van acabar reconciliant. Es va divorciar d'en Jordi i va tenir una relació amb l'Andreu, que va acabar quan ell la va culpar de la mort del seu fill Biel a qui ella havia atropellat. Més tard, es va descobrir que el fill de l'Andreu no va morir per culpa seva, però ja era massa tard per la relació. Després d'un temps a Figueres, va tornar i va tenir una aventura amb en Roger, un home al principi molt misteriós i que va resultar estar casat amb la seva companya de feina, la Consol. Després d'un temps vivint amb en Roger a Sant Andreu, la Carme treballava a l'hospital on en Peris feia el tractament per la seva malaltia del cor. En Roger la va enganyar i ella va tallar la relació. Va ser en aquell moment, i per la seva relació amb la família Peris, que es va retrobar amb l'Andreu. Malgrat no es van reconciliar, la Carme va estar al costat de l'Andreu en els seus últims moments de vida quan, després d'aconseguir la innocència d'en David davant del jutge, va acabar morint per una fallada del seu fetge. Fins ara, havia tornat a Figueres on seguia treballant a la clínica de desintoxicació.
- Roger (Pep Pla), galerista. Coneix la Carme en una exposició que organitza a Figueres i s'enamoren, malgrat ell es resisteixi a desvetllar la seva identitat. Després descobreix que es tracta del marit de la Consol, companya de feina al CAP de Sant Andreu, però decideixen continuar la seva relació en secret. La Consol arriba a saber el que passa entre el seu marit i la Carme i intenta enfonsar als dos, al primer enverinant-lo i la segona falsificant-li una recepta del Peris, perquè es prengui unes pastilles que acabaran produint-li una angina de pit creient que li havia receptat la Carme. Tanmateix no ho aconsegueix i el Roger i la Carme se'n van a viure junts, primer a Sant Andreu i després a Sants, on és infidel a la Carme, pel que deixen la relació.

### Família Peris-Noguera
- Pere Peris, interpretat per en Pep Anton Muñoz.[5][6] Marit de la Cinta Noguera i pare de la Laura, en David i la Carolina, un dels més destacats de la sèrie. El Bar Versalles, i el seu propietari Pere Heredero, ambdós molt reals a Sant Andreu de Palomar, van servir d'inspiració del personatge fictici d'en Peris.[7][8][9] El seu caràcter és definit com a tossut, emprenyat i una mica malcarat, però bon home, «un sentimental amb caràcter de mil dimonis».[10] És molt primari i sanguini: o tot és blanc o tot és negre.[11] Ho faria tot pels seus fills, amb la seva dona actua com un espòs un pel masclista fet a l'antiga.[12] És l'amo del Bar Peris, centre neuràlgic de la sèrie en les temporades que passen a Sant Andreu, cosa que fa que moltes de les trames dels altres personatges es donin davant seu.[13] Peris participa activament en 200 dels 350 episodis de la sèrie,[14] tot i que segons el coguionista Lluís Arcarazo no hi ha cap personatge que tingui un paper més rellevant, i que és «el gran protagonista és el barri».[13]
- Cinta Noguera † (Margarida Minguillon), dona d'en Peris i mare de la Laura, en David i la Carolina. La mort de la seva filla Laura li va fer replantejar la seva vida i la va portar a tenir una aventura amb en Guillem, però finalment va decidir quedar-se amb el seu marit. Quan es pensava que li venia la menopausa, va descobrir que estava embarassada de la seva filla Carolina. Es trasllada amb la resta de la família a viure a Sants, on treballa com a dona de fer feines a casa d'una veïna, la Marina. Quan sap que el Peris l'ha enganyat amb l'Àngela i que va fer fora de casa el David per causar la mort de l'Alícia, marxa. Al cap d'un temps perd la il·lusió per viure. És atropellada pel Beni, i confessa que ella es va tirar al carrer perquè no volia viure. Més endavant confessa que té un tumor cerebral. El Peris la vol convèncer perquè s'operi, però finalment li diu que no ho farà. Ella i l'Àngela es fan molt amigues. La Cinta es mor, però abans, juntament amb l'Àngela aconsegueixen recuperar el Bar Peris de Sant Andreu.
- Laura Peris Noguera †(Bea Segura), filla gran d'en Peris i la Cinta. Tenia una vida normal treballant al bar i preparant el seu casament amb en Miquel, quan va descobrir que un antic xicot, l'Agustí, li havia contagiat la sida. Quan, temps després, havia aconseguit refer la seva vida amb en Marcel, del que estava embarassada, va morir en un accident de cotxe juntament amb en Santi.
- David Peris Noguera (Quim Gutiérrez 2000-2005, Aleix Rengel 2005-), fill d'en Peris i la Cinta. Va tenir molts problemes d'adolescent (falsificació de notes, coqueteig amb les pastilles) i va arribar a estar a la presó per la seva curta etapa de skin-head, però finalment ha redreçat la seva vida. És cuiner. Va tenir una llarga relació amb la Marta i després es va casar amb la Laura Martínez, però el matrimoni es va trencar poc després per culpa d'una infidelitat amb la Marta. Després del fracàs del seu negoci de càtering amb l'Ivan, va decidir marxar a estudiar cuina a París. Va proposar a la Marta, llavors xicota de l'Ivan, que fugís amb ell. Però la noia es va quedar. Quan, mesos més tard, va tornar, va decidir marxar del seu barri de tota la vida i llogar un pis a Sants, lluny de la Marta a la que estima, però amb la que no vol estar per no patir més. Amb l'accident del vaixell del seu tiet, en Quim, les coses se li van complicar. Els seus pares van haver de vendre el bar i la casa per evitar que ell tornés a anar a la presó. Van anar a viure tots junts al seu petit pis de Sants. Però ell va prometre que, un dia, els tornarà el bar que sempre ha estat seu. Per això es va casar amb l'Alícia, per diners. Quan ella va morir, el van acusar d'assassinat, però en el judici el van declarar innocent. Quan va dir al seu pare que l'Alícia havia mort per culpa seva, el va fer fora de casa. Va estar molt temps fora del barri. Quan la Cinta es va posar malalta, va tornar al pis de Sants. A la mort de la seva mare, es queda en el pis, però el Peris encara no el perdona per haver mort l'Alícia.
- Carolina Peris Noguera, filla petita d'en Peris i la Cinta. Va néixer al juliol de 2004.
- Joaquim "Quim" Noguera † (Pere Molina), germà petit de la Cinta, lampista de professió. Es va casar amb la Clara i van adoptar el Max, però el matrimoni es va trencar quan ella va descobrir que ell l'havia delatat anys enrere. Va tenir relacions, amb l'Empar i amb la Iolanda, que no van funcionar. El desamor que sentia cada vegada que veia la Clara amb el seu segon marit, en Dani, i la mort del seu amic Huari, el van portar a l'alcoholisme, del que en va sortir gràcies al seu fill. Finalment va marxar a fer la volta al món amb vaixell amb en Max. Va morir en un accident a la mar poc després d'haver tornat a casa, quan semblava que podria refer la seva vida amb l'Empar.
- Max Carbó (Bernat Quintana), fill de la Lali, una companya de presó de la Clara, va ser adoptat pel Quim y la Clara després de morir la seva mare de sobredosi. La seva vida sexual sempre ha estat marcada per la confusió. Va estar enamorat de la seva professora, l'Empar. Finalment, va descobrir la seva homosexualitat. Això li va portar problemes amb en Dani, el segon marit de la seva mare adoptiva. Finalment, va decidir anar-se'n a navegar amb en Quim. De tornada a Barcelona, decideix estudiar medicina. Després de la mort del Quim, viu amb els seus tiets, els Peris, al pis d'en David a Sants, on treballa donant classes de reforç a l'Òscar Benjumea, un veí futbolista. Mort el Quim, sent la necessitat de buscar el seu pare biològic, cosa que no fa gaire gràcia a la Cinta. Finalment resulta ser en Beni, l'amo d'una xurreria del barri i antic baixista d'un grup de rock dels 80, Els Imparables. Se'n va a viure amb en Beni quan veu que té problemes amb la Susanna. Quan el seu pare es queda sol per l'abandonament de la Susanna i el seu germà, l'Eloi, no para de ficar-se en problemes, en Max està al seu costat. Gairebé sense buscar-ho, en Max es troba enmig d'una relació amb l'Enric, un adolescent que no accepta la seva sexualitat. Finalment, i després de moltes anades i vingudes, la parella comença una relació.

### Altres
- Empar (Mone), fou professora de matemàtiques del Max Carbó a l'Institut de Sant Andreu. Conegué el Quim Noguera i s'enamoraren, però ho deixaren quan ell decidí anar a fer món amb un veler. Anys més tard es van retrobar a Sants, on ella s'ha fet càrrec de la direcció de l'Institut del barri, però ja ha refet la seva vida amb el Fidel Amorós. Més tard, quan es veu angoixada per la convivència amb el Fidel, ho deixen córrer i ell se'n va a viure al seu bar. Actualment viu sola a Sants, malgrat el Max hagi intentar concertar-li cites amb el seu pare biològic, el Beni. Té una relació amb l'Ignasi, l'ex de l'Helga, però l'Ignasi va amb ella per recuperar un segell que es va quedar en un viatge a Mongòlia. Quan descobreix que és ell qui li entrava a casa a regirar-li les coses, talla amb ell.
- Guillem Mercadal (Víctor Valverde), advocat. Va ser company de bufet de l'Andreu Ferrero durant molts anys. La seva relació amb la muller de l'Andreu i la mort del Biel fan que se separin. Més tard, comença una altra relació amb la Cinta Noguera i a punt estan de fugir els dos a València, però la Cinta al final decideix tornar a Sant Andreu amb el Peris. Amb el judici al David, el Guillem ha tornat per oferir-se, però els recels del passat fan que el final sigui l'Andreu qui s'encarregui. Tanmateix, la mala salut de l'Andreu fa que al final siguin els dos els que duen el cas.
- Francisco (Artur Trias), fou l'acomodador del Cinema Capitol de Sant Andreu fins que tancà i ell es jubilà. Un dels millors amics del Peris, passava gran part del seu temps al Bar. Té problemes de morenes i està enamorat de la Lola Bonastre. Acompanyà al Peris a un càsting de la telenovel·la Vides de Lloguer, però l'elegiren a ell, que a punt estigué d'acabar amb la seva relació d'amistat. Les seves contínues visites al bar d'en Fidel a Sants per visitar el Peris el porten a apuntar-se a uns cursos del Centre Chápuli i a enamorar-se de la seva propietària, la Virginia. Però una aposta de la Remei i la Trini acaba d'una forma sorprenent quan en Francisco i la mateixa Trini s'acaben enamorant bojament. La parella es casa el juliol del 2007 i es trasllada a viure a Sant Andreu.
- Remei (Meritxell Ané), ex-perruquera, treballava a la pensió de la Paquita. Va estar enamorada d'en Ramon durant molt de temps, però les coses van acabar molt malament, ja que ell la maltractava. Va tenir una aventura amb un client de la pensió, l'Hèctor Feliu, i fruit d'aquesta aventura té un fill, en Mateu. Durant un temps va fer-se famosa al barri per les seves arts amatòries amb la mítica 'pinça birmana'. Quan la relació amb en Nelson va acabar i cansada de treballar per a altres persones, la Remei decideix acceptar l'oferta dels seus pares i fer-se càrrec del tot a cent que tenen a Sants. Es converteix en una presència constant del barri on aposta rere aposta amb la seva companya de feina, la Trini, acaba controlant la vida de tothom. Això la porta a una feina sorprenent quan li ofereixen ser assessora per a una guionista de la telenovel·la 'Vides de lloguer'.
- Rai (Ramon Godino), exporter on treballava en Marcel. Posteriorment cambrer a la fusteria. Va flirtejar amb la Clara i es va fer parella de la Iris.

## Sants

### Família Benjumea
- Juan Benjumea (Armand Aguirre), propietari del ràpid que hi ha als baixos de la nova finca dels Peris a Sants. El abuelo com li diuen els seus nets o El señor Juan com li diuen al barri és una persona molt estimada. Natural d'Utrera (Sevilla), emigrà a Barcelona als seus anys de joventut i arribà a ser futbolista de la UE Sabadell, fins que s'encarregà del ràpid. És castellanoparlant. Els problemes dels seus nets adolescents i del seu fill que sembla mirar cap a una altra banda l'ha obligat a seguir fent de cap de família malgrat la seva edat. Degut a una explosió a casa seva ha marxat de Sants fins a Sant Andreu. Allà descobreix que una antiga amant seva està morta, i que té un altre fill! El noi, que es diu Pau, és força estrany i l'Òscar desconfia molt d'ell.
- Francesc Benjumea i Ripoll (Joan Massotkleiner), fill de Juan Benjumea. La seva dona el va deixar quan els seus fills eren petits. Des de llavors ha deixat de ser el qui era. Es descuida totalment de l'educació dels seus fills amb l'excusa de la feina, tasca que ha de fer el seu pare. Va estar treballant a la sucursal de la Caixa Metropolitana del barri, treball que odiava. El que realment volia era obrir una botiga d'esports al barri amb la Tatiana, una noia russa de qui s'havia enamorat per internet. Per això va robar diners del banc. Ho van descobrir quan havia obert la botiga i la va perdre. La Tatiana el va deixar. Va començar a treballar com a venedor de pisos i va conèixer la Rita; estaven a punt de casar-se, però a ella li va caure un test al cap i va morir. Quan la Sandra va tenir l'accident, va marxar de casa i mesos després la Sandra el troba a Girona, vivint al carrer. La família intenta que torni a casa, però ell torna al carrer, com un indigent. El seu pare acaba cedint però fent-li prometre que es veuran periòdicament per saber que està bé.
- Òscar Benjumea (Enric Rodríguez), fill major de Francesc. Futbolista del FC Barcelona primer i de la UE Cornellà després, ha deixat la seva carrera futbolística i els seus estudis a l'Institut de Sants per fer-se camioner. Ha estimat secretament la Yessi Galiana, però ara manté una relació amb la Canya, una jove que fins fa poc es dedicava a la prostitució. Està enfadat amb el seu pare per haver marxat de casa quan més el necessitaven. S'ha traslladat a Sant Andreu, on viu amb l'Amèlia i l'abuelo. Desconfia molt del Pau.
- Sandra Benjumea (Nausicaa Bonnín), filla petita de Francesc. Estudiava primer de batxillerat a l'Institut de Sants. Tenia una certa fama a l'Institut per la carrera futbolística del seu germà. Després que aquest ho deixàs i que el seu pare li girés l'esquena, ha perdut el nord i, juntament amb dues amigues, es va dedicar a fer bullying a la Mercè Amorós, cosa que li va costar l'expulsió de l'Institut i l'internament a un Centre de Menors, on ella era la víctima del bullying. Es va escapar del Centre i es va refugiar en secret al País Valencià, on vivia amb un noi que assegura tenir diners i ser advocat de professió, el Gabi. Torna a Barcelona pel judici del bullying a la Mercè. Li diuen que la seva mare s'ha mort i es queda la gossa que tenia, la Pepa. Treballa de recepcionista en el Chàpuli i un dibuixant, el Nico descobreix que té gran habilitat pel dibuix. El Gabi la visita diversos cops, i no fa cas quan el seu avi l'adverteix que no és bona persona i maltracta la Pepa. En un viatge que fan en la furgoneta de l'Òscar, el Gabi abandona la gossa a la carretera i quan la Sandra baixa amb la furgoneta en marxa, té un accident i li han d'amputar la mà dreta. Li costa molt superar-ho. Quan es torna a trobar el Nico, la convenç que això no serà cap impediment per matricular-se a l'escola d'art. Inicien una relació, però dura poc perquè la Sandra, en traslladar-se a Sant Andreu, comença a fer-se amiga d'una colla d'okupes. Se'n va a viure a Can Sarró amb tots els okupes. Allà s'enamora del Ros, però el Ros està amb la K.
- Tatiana, és un amor d'en Francesc. Viu a Moscou, on estudia química i treballa a una botiga de roba. Té 25 anys. Es comunica amb el Francesc per Internet. Feia plans per anar a viure amb el Francesc a un pis els dos sols a Barcelona i encarregar-se de la botiga d'esports que anava a obrir i que tindria el seu nom, Tatiana Esports. En arribar va tallar la relació.
- Amèlia, "La Canya" (Gemma Martínez), és la xicota de l'Òscar. Aquest és el seu malnom, però poca gent sap el seu nom real, que és Amèlia. El nom de Canya ve perquè, segons diuen, abans estava seca com una canya. Fins que conegué l'Òscar es dedicava a la prostitució, però quan s'enamoraren ho deixà. Malgrat tot, el seu passat els ha distanciat més d'un cop. Actualment, sembla que tornen a estar bé. Portava el cabell tenyit de rosa, ara el porta negre. S'ha traslladat a Sant Andreu junt amb tota la família.
- Rita Martorell Llopart †,(Àngels Gonyalons). Extravertida, tafanera i xerraire. Excel·lent venedora de pisos. Separada del marit. La família no ha paït la separació i n'hi donen les culpes a ella perquè s'estimaven molt l'home. Però ella ho va fer perquè no se sentia feliç (no els ha dit que ell li va posar les banyes). Li encanta menjar i beure bon vi i cigalons (té una bona tolerància a l'alcohol). Però és tan activa i enèrgica que ho deu gastar tot perquè no està gens grassa. Optimista. Va sortir un temps amb el Paco i finalment va morir en caure-li una torreta al cap. No havia dit res sobre la relació amb el Paco a la seva família. Havia aconseguit que en Paco canviés totalment de caràcter i fos molt feliç amb ella.
- Nico (Raül Tortosa), és el xicot de la Sandra. És un estudiant de belles arts que fa de model de classes de pintura de manera ocasional. Coneix la Sandra en una de les sessions de pintura organitzades per la Virgínia al Chápuli i des del primer moment es queda penjat d'ella. Li va al darrere tot i saber que surt amb en Gabi. La Sandra i el Nico comencen a sortir junts abans de l'estiu. La seva relació comença a patir amb l'aparició dels okupes.

### Família Galiana-Gutiérrez
- Gabriel Galiana (Manel Barceló), és el forner del forn de l'Alícia Fuster. Amant del rock, es va casar de molt jove amb la Loli, amb qui té dues filles. Després de la mort de l'Alícia, decideix comprar el form per construir-hi una pizzeria.
- Dolors Gutiérrez i Garcés, Loli (Cati Solivellas), la dona de Gabriel. Treballa a una parada de roba que té al Mercat del barri. Amb setze anys va tenir la seva primera filla, la Juani. S'ha fet càrrec de l'Eric durant els seus primers mesos de vida. Ara treballa a la pizzeria del seu marit i ha hagut de tancar la parada.
- Juani Galiana i Gutiérrez (Bàrbara García), la filla major dels Galiana. Estudia infermeria i ajuda la seva mare a la parada. Noia molt responsable i treballadora, ha sortit durant molts anys amb el Jon, però desavinences a l'hora d'anar a viure junts a un pis de protecció oficial que els havien atorgat els distancia. Se'n va anar a Anglaterra a ampliar els seus estudis d'infermeria. En el seu retorn, l'Eric es posà malalt i ella s'oferí en tractar-lo, però per culpa d'un error en la dosis el nen es queda sord, fet que la porta a drogar-se cada vegada més. Viu a casa del Jon. Quan ell descobreix el problema amb les pastilles, intenta ajudar-la. El Galiana se n'entera quan el Jon li diu que guardava droga a l'Eloi. La tenen tancada a casa fins que la Loli ho sap. Finalment torna a casa i aconsegueix que la Yessi la perdoni.
- Yessi Galiana i Gutiérrez (Rocío Berenguer), la filla petita dels Galiana. Té setze anys i estudiava primer de batxillerat a l'Institut de Sants fins que ho va deixar malgrat ser superdotada. La revetlla de Sant Joan de 2005 es va embolicar amb el Cristian Rodríguez i va quedar embarassada. Malgrat que al principi volgués avortar, es van casar i van tenir el fill. Durant els primers mesos del nadó els pares no es van cuidar gaire de la criatura. Van anar tot l'estiu a Eivissa, on van oferir un treball de DJ al Cristian i van deixar el seu fill al càrrec dels avis materns, però passat l'estiu torna a aparèixer. Amb el pas del temps s'adona que en Cristian ja no l'estima i, miraculosament, li promet al seu fill que mai més el deixarà.
- Cristian Rodríguez (Bruno Oro), el marit de la Yessi. Té divuit anys i és de Badalona. Li agrada la marxa i les dones (li ha fet el salt a la Yessi dos cops, amb la Sandra Benjumea i la Sara). Ha treballat de DJ a la discoteca del barri, el 27, i a la fàbrica on treballa la seva mare a Badalona. Va convèncer la Yessi perquè tingués el fill i es cassessin. Han viscut junts a la casa dels Galiana, però com que els pares d'ella no l'acabaven de veure amb bons ulls ha hagut de marxar. Després ha compartit pis amb el Jon, antic xicot de la Juani i amic seu. L'amo del 27 el va convéncer perquè anés a treballar a les seves discoteques d'Eivissa, on va anar a viure tot l'estiu amb la Yessi. Passat l'estiu ell i la seva xicota tornen al barri, però aquest l'abandona definitivament, i ara estan en procés de divorci.
- Èric Rodríguez i Galiana, el fill de la Yessi i el Cristian. Va néixer l'abril de 2006, quan la mare tenia setze anys i el pare divuit. Es diu Èric per l'Eric Clapton, cantautor que amb la seva música va ajudar que el Gabriel i la Loli s'enamoressin. Els seus pares però, no s'han cuidat gaire fins ara, i han hagut de ser els avis els que li han estat alerta. Ara viu amb ells a l'espera que la Yessi i el Cristian tornin d'Eivissa. Es quedà sord per culpa d'un error de la seva tieta, la Juani, però gràcies a aquest fet la seva mare li ha promès que cuidarà d'ell per sempre.

### Família Sunyer
- Àngela Monfort (Mercè Montalà), actriu de doblatge. Pateix les mateixes malalties coronàries que el Peris. Es van conèixer a l'hospital fent-se les seves revisions quotidianes. Dona solitària, tot d'una va establir una relació d'amistat que més tard es converteix en amorosa a espatlles de la Cinta. Quan el Peris i la Cinta se separen, inicia una relació amb el Peris. Quan la Cinta sap que està malalta, es fan amigues i li fa prometre que cuidarà la Carolina. Entre ella i la Cinta, aconsegueixen recuperar el Bar Peris de Sant Andreu, i hi va a viure amb el Peris.[15]
- Conxita Sunyer i Mas †, mare de l'Àngela, amb qui viu. A causa dels problemes de salut de la filla, ha de passar llargues temporades a la Residència de la tercera edat, on s'ha afeccionat al cultiu de les violetes. Malgrat la seva edat, té moltes ganes d'anar a veure món amb la seva filla i el Peris quan l'Àngela estigui del tot recuperada. Mor el juliol de 2006 per causes naturals.

### Família Amorós-Sendra
- Fidel Amorós (Àlex Casanovas), propietari del Bar El Pati de Sants, que heretà de son pare i empresari. Ha estat casat dos cops i ha mantingut una relació amb l'Empar, però les tres relacions s'han anat a norris, car ell és un faldiller. Tampoc li han anat bé els negocis que ha intentat engegar, pel que ara està a la ruïna econòmica i l'únic que li queda és el Bar, del qual se'n cuida poc i amb prou feines li dona per sobreviure. El darrer negoci que ha duit amb l'Oriol sembla que comença a funcionar. Té dos fills, la Mercè i l'Àlex que viu a Euskadi. Quan coneix la Sara, i comencen a sortir junts, l'Helena, la madrastra de la Sara li fa xantatge per haver-se intoxicat en el Bar. L'amenaça que si no se'n va amb ella al llit el denunciarà. Es veu pressionat per enganyar la Sara, que s'entera quan està embarassada. Es queda sense la Sara i ha de fer obres al Bar si no vol que el tanquin. Quan les reformes han acabat, decideix vendre'l. Finalment torna amb la Sara, quan neix el seu fill, el Bonaventura però ho deixen quan ella li fa el salt amb el Fede. Finalment, vol impedir el casament entre la Maise i el Raúl i al final s'acaben casant de nou.
- Maria Mercè "Maise" Sendra (Montse Alcoverro), primera dona del Fidel, amb qui té una filla, la Mercè. És modista de professió i, malgrat el mal que li va fer el Fidel deixant-la per un altre, ella encara l'estima i l'ha deixat quedar-se a viure a casa seva. S'ha sotmès a un augment de pit perquè diu voler ser més atractiva pels homes.
- Helga Sendra (Anna Lluch), germana de la Maise. És professora d'anglès a l'Institut de Sants. D'ençà que va deixar el seu marit, el Felip, ha anat a viure amb la Maise, a qui ha ajudat a recuperar-se de la ruptura amb el Fidel. Per això no suporta la idea que hagi d'anar a viure al pis. Ha discutit amb la germana i ha anat a viure amb el seu veí i company de feina, el Galvany durant un temps. Surt durant un temps amb l'Ignasi, que la deixa per l'Empar. Manté xats per Internet. S'enamora del Julià, un cirurgià que s'han inventat la Mercè i la Maica. Per conèixer-lo, l'Artur, el germà de la Sara, es fa passar per ell fins que es descobreix la veritat.
- Irene Sendra (Marta Bayarri), germana petita de la Maise i l'Helga i la que més èxit té entre els homes. Fins ara ha viscut a Mallorca treballant a una fàbrica de calçat de l'illa, Calçats Martoi, però ha tornat a Barcelona, on viu amb les seves germanes, per engegar la delegació a Catalunya. Ha mantingut una relació amb el seu cap, l'Oriol, que està casat. Precisament el fet que estigués casat i ell no es decidís a deixar la seva dona acaba amb la relació i deixa la seva feina. Ha treballat un temps de secretària de direcció a una altra empresa de Catalunya, però ha deixat la feina per fer d'actriu a l'obra que ha d'estrenar el Galbany, Tres Germanes. Actualment ha tornat a Barcelona per fer de realitzadora en documentals. Gràcies a això coneix al Marcel amb qui després de moltes baralles s'hi acaba fent parella.
- Oriol Miranda, (Jaume Montané),fou el cap de la Irene a Calçats Martoi. casat i el fet que no volgués deixar la seva dona va fer que ella no en volgués saber res. Però ara s'ha decidit i la vol recuperar costi el que costi. Per això ha decidit acceptar el Fidel com a soci als seus negocis i produir l'obra del Galbany.
- Mercè Amorós i Sendra (Paula Vives), filla del Fidel i la Maise. És bona estudiant. Vol apropar-se a la Sandra Benjumea, però aquesta la rebutja i l'assetja juntament amb la Fadila i la Laia, el que li causa greus trastorns psicològics que li fan perdre mesos sencers de curs i li produeixen una agorafòbia extrema. La seva mare no sap com ajudar-la i comença a pensar quin poc ser el problema: anorèxia, drogues, etc. Al final, diu quin és el seu problema i la Sandra és enviada a un Centre de Menors. Ara s'està recuperant, però ha perdut el curs. S'enamora d'un veí seu, el Pol, però la relació no funciona. Actualment estudia feliç a l'institut junt amb la seva nova amiga, la Maica. Surt durant un temps amb l'Enric.

### Família Fuster
- Alícia Fuster † (Mercè Lleixà), propietària del forn de Sants. Al barri té fama de tenir una gran fortuna. Malgrat la diferència d'edat i la desaprovació dels Peris, es casa amb el David. El matrimoni comença malament, car la seva neboda l'arriba a convèncer que el David només vol els seus diners i, a més, ella creu que tot el barri pensa que està boja. Les baralles són contínues i, en una d'elles, sembla que el David la tirà per la finestra del seu apartament.
- Ester Herrera (Carlota Frison), neboda de l'Alícia. Treballa al forn. Els seus pares van morir quan era petita, pel que la seva tieta la crià. Considera l'Alícia com una veritable mare. Es va embolicar amb el David, pel que ho deixà amb el seu xicot de sempre, el Pitu, sols uns mesos abans de casar-se. Malgrat tot, el David li diu que ell està enamorada de l'Alícia, el que ella no li perdona i s'arriba a discutir tant amb ell com amb la tieta. Finalment torna amb el Pitu i se'n van a viure fora del barri. Ella i el Pitu tenen un fill, però acaba morint amb pocs mesos. Tota la seva desgràcia la culpa al David.
- Josep Gomis, Pitu (Damià Plensa), xicot de l'Ester de tota la vida. Li proposa per casar-se, però ella el vol deixar pel David. Mesos més tard, quan aquest es casa amb l'Alícia, es reconcilien i tornen a estar junts. Ara volen obrir la seva pròpia botiga, però necessiten l'aval de l'Alícia. Torna amb l'Ester i tenen un fill ja fora del barri.

### Família Sepúlveda
- Benet "Beni" Sepúlveda(Santi Ibañez),Propietari d'una xurreria. Continua amb el look i la forma de vida dels anys 80. Enamorat de la Susanna "Sue", la seva relació empitjora a causa de l'arribada del Max, el seu fill. La parella es va reconciliar gràcies a "Els Imparables", el grup de música rock que portaven. La tornada del seu germà Eloi només li ha portat problemes: Ha perdut a la Sue (ha anat a treballar a Madrid i allí s'ha enamorat d'una altra persona) i la xurreria ha quedat destrossada. Va anar a la presó acusat de narcotràfic. Tot per culpa del seu germà. Al final el Beni denuncia al seu propi germà.
- Eloi Sepúlveda, (Albert Roca),És el germà petit d'en Beni. Va deixar l'institut abans d'acabar els estudis primaris. Sempre ha estat una persona problemàtica. És supersticiós, sempre es queixa perquè té mala sort... I potser té raó. Li agraden els dinosaures, pensa que són com ell: van tenir mala sort i per això es van extingir. I també creu que el Paul McCartney "de veritat" va morir fa anys i que el van substituir. Manipulador, mentider, amb poder de convicció. Li agrada fer el paper de víctima. Sempre troba la manera de treure profit dels altres. És un paràsit. Fa feines esporàdiques (paleta, instal·lador d'antenes, repartidor...) i de tant en tant fa algun tripijoc. L'han detingut alguna vegada, però mai ha estat a la presó. Quan era un nen acompanyava el seu germà als concerts i flipava amb ell. El Beni li va donar les seves primeres drogues, i li va fer estimar la música. Després, amb el temps, es van distanciar, però en Beni és el seu únic vincle familiar. Els pares fa temps que el van deixar de banda. Quan arrenca la història, fa cinc anys que en Beni no té notícies seves. Està enamorat de la Lurdes i, per primera vegada, vol posar ordre a la seva vida. Però la Lourdes mor per culpa de les drogues. Des de llavors l'Eloi té un deute amb un camell, hi ha de vendre droga per pagar-lo. A causa d'això, el seu germà ha anat a la presó i ell a la fuga. Finalment el Beni denuncia al seu germà i ell acaba a la presó.

### Família Viadé
- Felip Viadé "Senyor Felip", (Jaume Bernet)És viudo. Té dos fills, de 40 (Ferran) i 35 anys (Flavià), i un net de 17 anys, Enric. Està a punt de jubilar-se. Tot i que, si fos per ell, treballaria tota la vida. És avar. Mira els preus de tot i vigila per gastar el mínim. No engega la calefacció si no cal. Procura que tots els llums estiguin apagats. Va al súper a l'hora de tancar per agafar el que llencen al contenidor... Calcula les despeses diàries. Té un pressupost per setmana i quan per algun motiu no el compleix, s'enfila per les parets... És dels que a la fruiteria demanen la fruita que està macada per pagar-la més barata. És un home més aviat esquerp, i li costa expressar les seves emocions. Incapaç de fer mal a ningú. És sincer i diu les coses com les pensa. Sempre ha volgut que els seus fills s'espavilessin sols. Ni els ha regalat res ni els ha ajudat mai econòmicament. Recolza el seu net quan diu que és homosexual i el deixa estar a casa seva.
- Enric Viadé, (Jordi Parés)Net del senyor Felip i amic de la Mercè. Fill únic i de comportament exemplar. Brillant amb els estudis. Els pares sempre han presumit de fill i a ulls de tothom sembla el nen perfecte. Amb els pares sempre hi ha tingut una relació oberta i de confiança, però des de fa un parell d'anys viu una adolescència un xic problemàtica. La confiança mútua s'ha trencat per la seva banda i els pares no entenen què passa. Amb l'avi Felip no té una relació gaire fluida perquè el seu pare sempre ha fet servir la relació amb l'Enric per retreure a l'avi els seus errors com a pare. Ha tingut algunes relacions amb noies però encara és verge. És un noi sa, esportista, extravertit i amb sentit de l'humor. Li agrada llegir i escoltar música. Està en contra de l'ús de les drogues i del tabac. Descobreix qué és gay amb l'ajuda del Max. No s'accepta a si mateix i per culpa d'això el Max va tallar la relació. Se'n va a casa del seu avi quan diu als seus pares que és homosexual i acaba tornant amb el Max.

### Família Medina-Masgrau
- Sara Medina Pou, (Sílvia Aranda)Independent, amb una bona feina. Sociable i amb amics. Viu sola perquè vol. Amb les relacions (i gairebé amb tot) viu el dia a dia. Poc convencional. Molt tolerant i molt confiada, però quan n'hi fan una és rancuniosa. Ni oblida ni perdona. Un antic xicot li va passar per davant en una feina i després de tallar ella no va parar fins que el van despatxar. Sexualment no es tanca a res. Activa i atrevida. Practica musculació. Amb la seva madrastra (Elena) tenen una relació distant. De tant en tant queden per xerrar i fan un pols, que, per cert, sempre perd. Això fa que encara s'esforci més al gimnàs. Li agrada jugar a Scrabble i té mal perdre. Va conèixer el Fidel i se'n va enamorar però la seva madrastra "Elena" li feia xantatge al Fidel. Al final el Fidel accepta el xantatge es tracta d'anar al llit amb ella. El Fidel penedit li explica a la Sara. Actualment està embarassada del Fidel i no vol saber res ni del Fidel ni de l'Elena.
- Elena Masgrau Goñi, (Teresa Manresa)Es cuida, va al gimnàs i ja ha visitat unes quantes vegades la sala d'operacions, on li han fet de tot. No porta bé el fet d'envellir, sobretot ara que se sent sola. I insatisfeta. Tenia dos hotels amb encant que va vendre a una gran cadena d'hotels i es va fer d'or. Té diners i té temps, i res per fer. I aconsegueix tot el que vol. Tot. És culta, amb bon gust, educada i de caràcter encantador. Intel·ligent i emprenedora. Acostumada a fer negocis i aconseguir el seu objectiu. Es va casar amb Bonaventura Medina (Ventura), un viudo amb dos fills (Artur i Sara), quan tenia 28 anys. L'home, més gran, va morir fa deu anys. Elena sempre havia volgut tenir fills, però Ventura ja en tenia prou amb l'Artur i la Sara, i això sempre li ha creat una frustració. Els dos fills tenen una relació distant amb l'Elena perquè ella no els va considerar mai fills seus, tot i que va intentar fer-los de mare tan bé com va poder. L'Artur se'n va anar a viure a Tudela. Amb la Sara queden de tant en tant, però quan ho fan no poden evitar fer un pols, com si encara competissin per agradar al pare. I s'ha de dir que Elena guanya sovint. I li és igual si Sara té mal perdre. Li va fer xantatge al Fidel.
- Artur Medina Pou, (Carles Reig-Plaza)Germà de la Sara. Amic de la infància del Fidel. Sempre li ha fet gràcia aquesta parella i ha fet tot el que ha pogut per reconciliar-los. Casat i amb fills, viu a Logronyo on és el director d'una fàbrica de conserves. El Fidel li va demanar que es fes passar pel Julià, l'amic del xat de l'Helga. Però ell s'hi va enrotllar i la història va acabar fatal. Actualment s'ha separat de la seva parella i viu a Barcelona.

### Família Ros
- Antoni Ros, (Joan Pera)Electricista. La seva dona es deia Elisenda i va morir amb 40 anys. L'Antoni sempre porta la seva foto a la cartera. No s'ha tornat a comprometre amb cap altra dona. La seva filla (Anna) va desaparèixer quan tenia 20 anys. Ara en té 40. Però l'Antoni no sap on para. Arran de la desaparició de la filla, l'Elisenda va caure malalta de tristesa i per això va morir. Home sincer, de paraula, noble, treballador, endreçat i dolç. Bromista. No s'enfada mai amb ningú. Sap fer favors als altres i no espera recompensa. És generós. Tothom hi confia. Sap fer trucs de màgia (sempre porta una baralla de cartes a la butxaca) i amb això es guanya la simpatia de la gent, tot i que no n'és un gran expert.En realitat, junt amb la seva filla i la seva dona són uns estafadors.
- Anna Ros, (Nora Navas) Quan tenia 19 anys va marxar de casa, enamorada i embarassada d'un home més gran que ella. Tot i que va perdre el fill i que el seu amant la va deixar plantada, no va tornar a casa. Des que va marxar, el seu pare no n'ha tingut notícies directes. És una dona vital, optimista, compromesa amb causes socials. Durant temps ha estat viatjant per països del Tercer Món, amb Metges sense fronteres, en qualitat de psicòloga i assistenta social.

### Altres
- Ballester (Sergi Anguera), amic de l'Òscar Benjumea. Jugaven junts al FC Barcelona, on ha arribat a disputar alguns amistosos amb el primer equip.
- Jon (Tony Corvillo), l'antic xicot de la Juani Galiana i padrí de l'Èric Rodríguez. Ha treballat de forner amb el Gabriel Galiana, però ara es dedica a la mecànica, la seva veritable professió. Amb la Juani va aconseguir un pis de protecció oficial per anar a viure junts, però ella s'estimava més anar a estudiar a Londres. Aquest fet ha produït que la parella es desfés i ara només són bons amics. Ha compartit el pis amb el Cristian Rodríguez, bon amic seu, fins que aquest va decidir anar-se'n a Eivissa amb la Yessi tot l'estiu.
- Laia (Marina Salas), companya i amiga de la Sandra Benjumea a l'Institut de Sants. Juntament amb ella i la Fadila es dedicava a fer bullying a la Mercè Amorós. Ha estat expulsada de l'Institut, i ara acaba el Batxillerat en un altre.
- Fadila, companya i amiga de la Sandra Benjumea de l'Institut de Sants. D'origen magrebí, també va fer bullying a la Mercè Amorós, però se'n penedí. Va rebre una ganivetada de la Mercè que va punt va estar de costar-li la vida, però s'ha recuperat. El seu penediment li ha permès de tornar a l'Institut, on ha aconseguit acabar primer de batxillerat. A més, s'ha fet amiga de la Mercè i l'ha ajudat en la seva recuperació.
- Àngel Galbany (Cesc Gómez), professor d'història a l'Institut de Sants. És un penques i cerca qualsevol excusa per no atendre les seves obligacions. Ha escrit una obra de teatre juntament amb l'Helga Sendra, Tres Germanes, basada en la vida quotidiana de les germanes Sendra, amb qui ha mantingut relacions amoroses en moments diferents. Va viure durant un cert temps amb el professor de llengua catalana, però ara viu amb l'Helga. Té molt èxit entre les dones malgrat no sigui gaire atractiu.
- Trini (Amparo Moreno), portera de la finca on els Peris viuen a Sants. És la xafardera del barri. Li agrada anar a ballar amb la seva amiga, l'Antònia, i un amic, l'Agustí, amb qui té una relació amorosa. Es queda sense pis i l'ha de compartir amb el senyor Felip. S'ha enamorat del Francisco. Casats, es traslladen a Sant Andreu.
- Josep Valverde (Xavier Soler), director de la sucursal de Caixa Metropolitana a Sants. S'enamora d'una de les treballadores de l'oficina, però aquesta es fixa amb el Miquel Castells, un altre dels treballadors, pel que ell es mor d'enveja. Culpa de totes les irregularitats que s'han detectat darrerament a aquest, amparant-se en la seva falta d'experiència i dona tota la seva confiança a Francesc Benjumea. Tanmateix aquest fet li costarà el càrrec.
- Miquel Castells, treballador de l'oficina de Caixa Metropolitana de Sants. Té una aventura amb una de les treballadores del banc, que també agrada al director. Això provoca que aquest darrer li tengui enveja i li agafi mania. El responsabilitza de tots els errors que s'han produït a l'oficina en els darrers mesos emparant-se en la seva falta d'experiència (malgrat ell no sigui responsable) i aconsegueix que el traslladin a una oficina de Badalona.
- Virgínia Chápuli, (Francesca Piñon)Va néixer a Mèxic. Filla única de bona família. La seva mare era catalana i el seu pare mexicà. Mentalitat oberta, moderna, tolerant i pràctica. Era comunista i va tenir una gran decepció. Ara no creu en grans filosofies ni sistemes polítics. No confia en els polítics. No creu que es pugui canviar el món a l'engròs. Pensa que si vols canviar el món, primer has de començar pel que tens més a l'abast: per tu mateix. Professionalment va seguir els passos del seu pare i es va convertir en tanatopràctica (maquilladora de cadàvers). Ara viu de renda. Sempre ha invertit en causes nobles: donacions a orfenats, escoles, hospitals... Ha viatjat arreu del món. Dels seus viatges, sobretot ha quedat fascinada amb la vida a l'Àfrica i l'Índia. A casa seva té una petita plantació de marihuana per al que faci falta i li encanta practicar tai-txi. Un dels locals que tenia llogats (i on fins ara hi havia la sucursal de la Caixa Metropolitana) ha quedat buit. En comptes de llogar-lo o vendre'l, Virgínia decideix muntar un petit centre d'activitats populars i lúdiques: el centre Chápuli. cansada del 'mal karma' que es respira a Sants decideix tancar el centre i tornar a Mèxic.
- Maica Genís, (Katia Klein)Filla única. Bona estudiant. Compradora compulsiva ("fashion victim"). Tant la mare com el pare tenen feines molt absorbents, i ella ha passat moltes hores amb l'àvia, que li va fer de mare i, des que va morir ara fa un parell d'anys, a casa s'hi sent molt sola. Troba en l'amistat amb la Mercè la manera de combatre aquesta soledat. La relació entre les dues noies és molt estreta. Amigues íntimes i inseparables. No li agraden els nois de la seva edat. Sempre es fixa en nanos més grans.
- Ignasi Morral, (Xavier Coromina)Faldiller, afectuós i atractiu. Viril. Un gran seductor. Sap lligar. I presumeix de conèixer les dones. No s'ha casat ni té fills. Canvia sovint de nòvia. Es cuida físicament. Elegant fora i dins de casa. Potser és perquè la seva mare li va dir que s'assemblava a Cary Grant i ell s'ho va creure. Fanàtic dels números: li agrada comptar-ho tot, des dels "polvos" que fa amb una xicota fins als minuts que tarda a fer un sudoku. El seu número preferit és el 42. Aficionat a la història i a la novel·la històrica. Els seus pares tenien una botiga d'antiguitats a Girona i d'aquí li ve la dèria per col·leccionar coses antigues (postals, llibres... una mica de tot). El que el va marcar, però, van ser els àlbums de cromos, que encara col·lecciona. N'hi falten alguns que encara busca, com per exemple el número 4 de la sèrie de televisió "Galàctica". Ordenat i metòdic. S'emociona fàcilment per qualsevol cosa. S'acosta a l'Empar per aconseguir un segell molt valuós.
- Gabi Jimenez, (Gorka Lasaosa)De molt bona família i fill de jutge. Treballa a un bufet d'advocats on l'ha recomanat al seu pare mentre estudia per treure's les oposicions a jutge. Fill únic de divorciats. Pijo. Amant del risc i de les emocions fortes, temerari. Sempre va més enllà. No té por de travessar cap límit. Violent. Poc treballador però molt intel·ligent. Li encanten els cotxes, les motos, les noies i anar de marxa. Manipulador. No és compassiu. No pensa mai en els altres. Egoista i egocèntric. Cregut. Físicament és un 10 i vesteix elegantment. Té gustos cars. Es relaciona amb gent important i tothom es mor de ganes d'anar a una de les festes que organitza. Classista.